# 瓦尔兰
瓦尔兰（法語：Warlaing，法語發音：[waʁlɛ̃]）是法国上法蘭西大區北部省的一个市镇，属于杜埃区。

## 地理
瓦尔兰（50°24'37"N, 3°19'31"E）面积3.89 平方千米，位于法国上法蘭西大區北部省，该省份为法国最北部的省份及最长的省份，西北濒北海，西接加来海峡省，南至埃纳省和索姆省，东与比利时接壤。
与瓦尔兰接壤的市镇（或旧市镇、城区）包括：蒂卢瓦莱马尔谢讷、阿农、马尔谢讷、旺迪尼-阿马日。

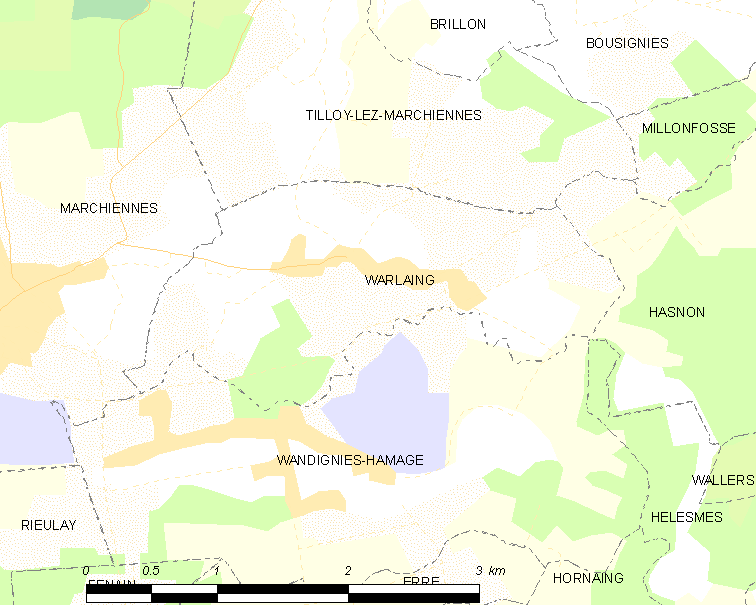
瓦尔兰的OSM定位图

瓦尔兰的时区为UTC+01:00、UTC+02:00（夏令时）。

## 行政
瓦尔兰的邮政编码为59870，INSEE市镇编码为59642。

## 政治
瓦尔兰所属的省级选区为桑勒诺布勒县。

## 人口

1962-2008年间瓦尔兰人口变化图示

瓦尔兰于2022年1月1日时的人口数量为599人。